# Stefan Schmitz (Radsportler)
Stefan Schmitz (* 23. August 1971 in Berlin) ist ein ehemaliger deutscher Radrennfahrer.
Von 1987 bis 2000 war Stefan Schmitz als Radsportler aktiv und gehörte von 1993 bis 2000 zur deutschen Steherelite. Mit seinem Schrittmacher Manfred Schmadtke wurde er 1996 Dritter der deutschen Stehermeisterschaft in Forst und 1997 deutscher Stehermeister in Bielefeld. Im Jahr 2000 beendete er seine aktive Laufbahn.